# Wodospad Suchy

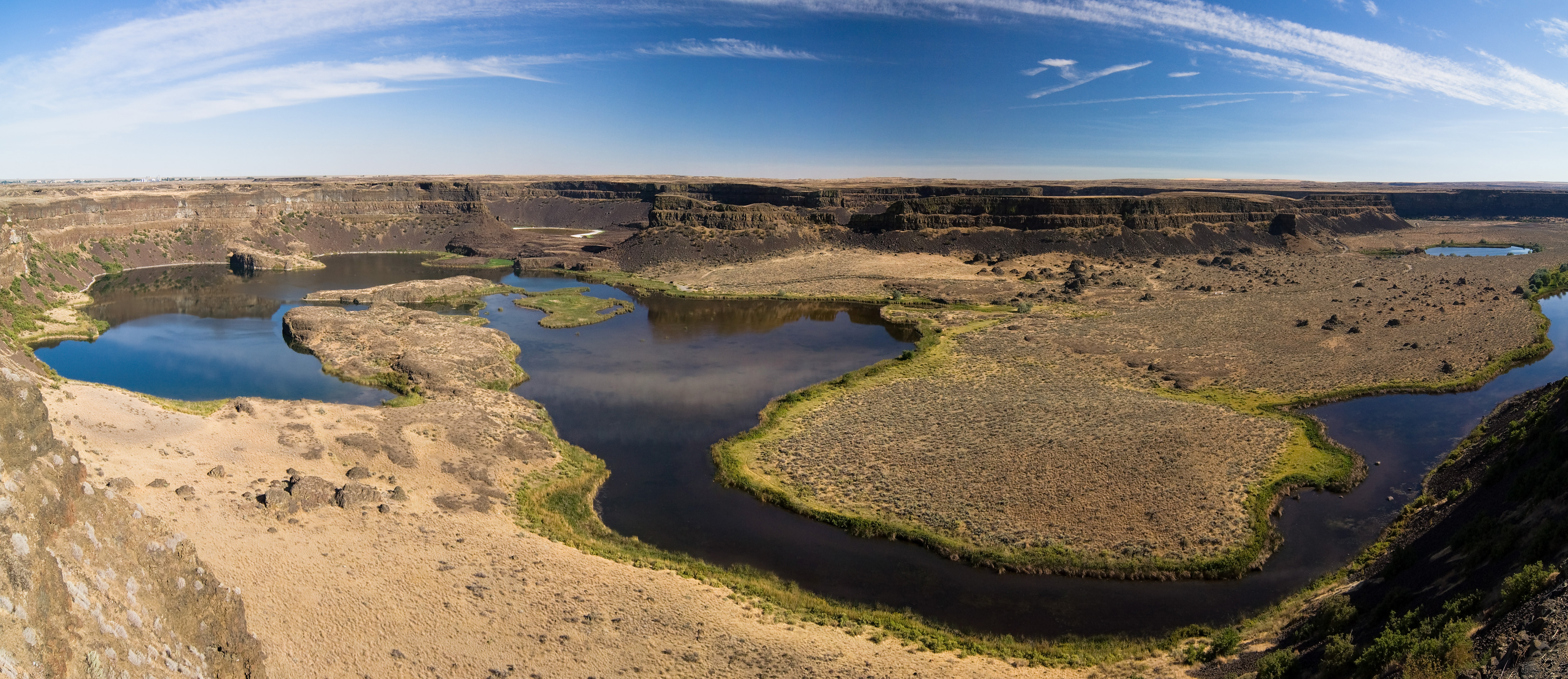
Wodospad Suchy

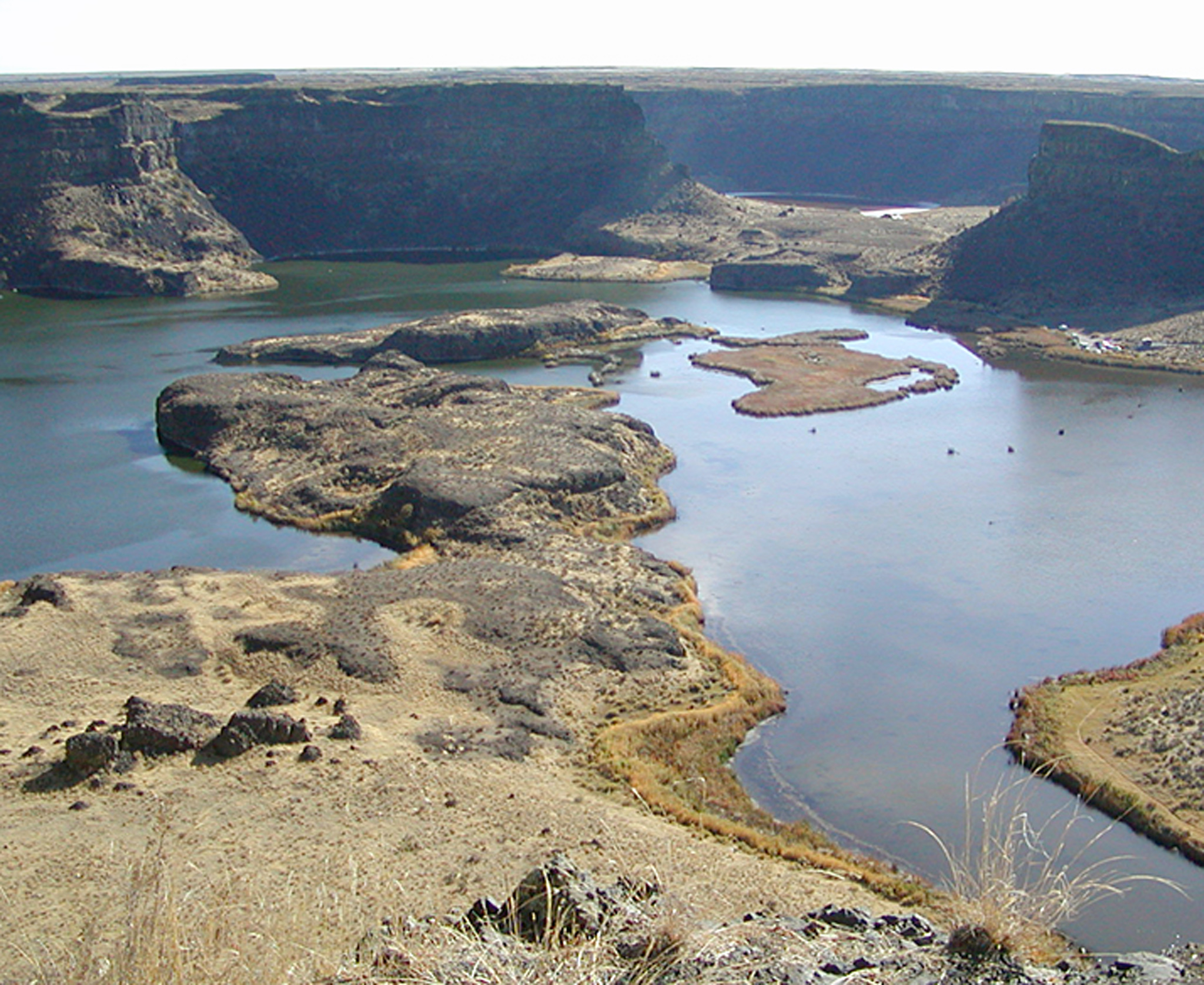
Wodospad Suchy

Wodospad Suchy (ang. Dry Falls) – urwisko w kształcie półkola (dawny wodospad w czasie ostatniej epoki lodowcowej), znajdujące się w górnej części starego koryta Grand Coulee rzeki Kolumbii, w środkowej części stanu Washington w USA. 

## Wygląd
Wodospad Suchy jest uważany za największy kiedykolwiek istniejący na ziemi wodospad. Geolodzy spekulują, że podczas katastrofalnych powodzi w czasie ostatniej epoki lodowcowej, przepływająca przez górną kaskadę woda osiągała prędkość ponad 100 km/h przy ok. 90 m wysokości. Szacuje się, że przepływ wodospadu był dziesięć razy większy niż suma wszystkich obecnie płynących rzek na świecie.
Wodospad ten był 10 razy większy od wodospadu Niagara. Jego łączna długość miała wynosić 5,63 km, a wysokość urwiska dochodzić do 121 m.